# Mamestra lamptera
Mamestra lamptera är en fjärilsart som beskrevs av Druce 1890. Mamestra lamptera ingår i släktet Mamestra och familjen nattflyn. Inga underarter finns listade i Catalogue of Life.